# Cheltenham Town Football Club
Il Cheltenham Town Football Club è una società calcistica inglese con sede nella città di Cheltenham.
Milita in Football League Two, quarta serie del campionato inglese di calcio.

## Storia
Il Cheltenham Town è stato fondato nel 1887 e i massimi risultati raggiunti durante la sua storia sono i 4 campionati disputati in Football League One, gli ottavi di finale in FA Cup nella stagione 2001-2002 e la vittoria dell'FA Trophy nella stagione 1997-1998 (l'anno seguente ha anche raggiunto le semifinali in questa stessa competizione). Nella stagione 2022-2023 raggiunge per la prima volta nella sua storia le semifinali del Football League Trophy.

## Stadio
Gioca le partite casalinghe al Whaddon Road.

## Allenatori
- William Raeside (1952-1953)
- Tommy Cavanagh (1961)
- Ron Lewin (1962-1963)
- Terry Paine (1980)
- Jim Barron (1988-1989)
- Ally Robertson (1991-1992)
- Steve Cotterill (1997-2002)
- Bobby Gould (2003)
- John Ward (2003-2007)
- Keith Downing (2007-2008)
- Martin Allen (2008-2009)
- Gary Johnson (2015-2018)
- Michael Duff (2018-2022)
- Wade Elliott (2022-2023)
- Darrell Clarke (2023-)

## Palmarès

### Competizioni nazionali
- Campionato inglese di quarta divisione: 1

2020-2021
- National League: 2

1998-1999, 2015-2016
- Southern Football League: 1

1984-1985
- FA Trophy: 1

1997-1998

### Competizioni regionali
- Southern Football League Midland Division: 1

1982-1983
- Hellenic Football League: 1

1997-1998
- Gloucestershire Senior Cup: 1

1998-1999
- Cheltenham League: 2

1910-1911, 1913-1914
- Gloucestershire Senior Amateur North Challenge Cup: 5

1929–1930, 1930–1931, 1932–1933, 1933–1934, 1934–1935
- Midland Floodlit Cup: 3

1985-1986, 1986-1987, 1987-1988

### Altri piazzamenti
- Campionato inglese di quarta divisione:

Vittoria play-off: 2001-2002, 2005-2006
Finalista play-off: 2011-2012
- National League:

Secondo posto: 1997-1998
- Southern Football League:

Secondo posto: 1955-1956, 1992-1993, 1993-1994, 1994-1995, 1996-1997
Terzo posto: 1995-1996
- Conference League Cup:

Semifinalista: 1998-1999

## Organico

### 2024-2025
| N. |                             | Ruolo | Calciatore      |
| -- | --------------------------- | ----- | --------------- |
| 1  | Irlanda del Nord (bandiera) | P     | Luke Southwood  |
| 2  | Irlanda (bandiera)          | D     | Sean Long       |
| 3  | Galles (bandiera)           | D     | Ben Williams    |
| 4  | Inghilterra (bandiera)      | C     | Tom Bradbury    |
| 5  | Inghilterra (bandiera)      | D     | Andy Smith      |
| 6  | Inghilterra (bandiera)      | D     | Lewis Freestone |
| 7  | Irlanda (bandiera)          | C     | Liam Kinsella   |
| 8  | Inghilterra (bandiera)      | C     | Liam Sercombe   |
| 9  | Inghilterra (bandiera)      | A     | Matty Taylor    |
| 10 | Irlanda (bandiera)          | A     | Aidan Keena     |
| 11 | Inghilterra (bandiera)      | A     | Robert Street   |
| 12 | Inghilterra (bandiera)      | A     | Ryan Bowman     |
| 14 | Inghilterra (bandiera)      | D     | Jack Shepherd   |

| N. |                         | Ruolo | Calciatore       |
| -- | ----------------------- | ----- | ---------------- |
| 15 | Irlanda (bandiera)      | C     | Will Ferry       |
| 17 | Inghilterra (bandiera)  | C     | James Olayinka   |
| 19 | Inghilterra (bandiera)  | A     | George Floyd     |
| 21 | Inghilterra (bandiera)  | P     | Jamie Pardington |
| 23 | Guyana (bandiera)       | C     | Elliot Bonds     |
| 25 | Inghilterra (bandiera)  | C     | Josh Harrop      |
| 26 | Inghilterra (bandiera)  | A     | Joe Nuttall      |
| 27 | Inghilterra (bandiera)  | C     | Jordan Thomas    |
| 32 | Irlanda (bandiera)      | C     | Greg Sloggett    |
| 33 | Sierra Leone (bandiera) | D     | Curtis Davies    |
| 34 | Inghilterra (bandiera)  | C     | Tom Pett         |

### 2023-2024
| N. |                             | Ruolo | Calciatore      |
| -- | --------------------------- | ----- | --------------- |
| 1  | Irlanda del Nord (bandiera) | P     | Luke Southwood  |
| 2  | Irlanda (bandiera)          | D     | Sean Long       |
| 3  | Galles (bandiera)           | D     | Ben Williams    |
| 4  | Inghilterra (bandiera)      | C     | Tom Bradbury    |
| 5  | Inghilterra (bandiera)      | D     | Andy Smith      |
| 6  | Inghilterra (bandiera)      | D     | Lewis Freestone |
| 7  | Irlanda (bandiera)          | C     | Liam Kinsella   |
| 8  | Inghilterra (bandiera)      | C     | Liam Sercombe   |
| 9  | Inghilterra (bandiera)      | A     | Matty Taylor    |
| 10 | Irlanda (bandiera)          | A     | Aidan Keena     |
| 11 | Inghilterra (bandiera)      | A     | Robert Street   |
| 14 | Inghilterra (bandiera)      | D     | Jack Shepherd   |

| N. |                         | Ruolo | Calciatore       |
| -- | ----------------------- | ----- | ---------------- |
| 15 | Irlanda (bandiera)      | C     | Will Ferry       |
| 17 | Inghilterra (bandiera)  | C     | James Olayinka   |
| 19 | Inghilterra (bandiera)  | A     | George Floyd     |
| 21 | Inghilterra (bandiera)  | P     | Jamie Pardington |
| 23 | Guyana (bandiera)       | C     | Elliot Bonds     |
| 25 | Inghilterra (bandiera)  | C     | Josh Harrop      |
| 26 | Inghilterra (bandiera)  | A     | Joe Nuttall      |
| 27 | Inghilterra (bandiera)  | C     | Jordan Thomas    |
| 32 | Irlanda (bandiera)      | C     | Greg Sloggett    |
| 33 | Sierra Leone (bandiera) | D     | Curtis Davies    |
| 34 | Inghilterra (bandiera)  | C     | Tom Pett         |

### 2022-2023
| N. |                             | Ruolo | Calciatore      |
| -- | --------------------------- | ----- | --------------- |
| 1  | Irlanda del Nord (bandiera) | P     | Luke Southwood  |
| 2  | Irlanda (bandiera)          | D     | Sean Long       |
| 3  | Galles (bandiera)           | D     | Ben Williams    |
| 4  | Inghilterra (bandiera)      | C     | Tom Bradbury    |
| 5  | Inghilterra (bandiera)      | D     | Charlie Raglan  |
| 6  | Inghilterra (bandiera)      | D     | Lewis Freestone |
| 7  | Inghilterra (bandiera)      | A     | Charlie Brown   |
| 8  | Inghilterra (bandiera)      | C     | Liam Sercombe   |
| 9  | Inghilterra (bandiera)      | A     | Will Goodwin    |
| 10 | Inghilterra (bandiera)      | A     | Alfie May       |
| 14 | Inghilterra (bandiera)      | D     | Caleb Taylor    |
| 15 | Irlanda (bandiera)          | C     | Will Ferry      |
| 16 | Inghilterra (bandiera)      | C     | Daniel Adshead  |

| N. |                        | Ruolo | Calciatore       |
| -- | ---------------------- | ----- | ---------------- |
| 18 | Inghilterra (bandiera) | D     | Reece Hutchinson |
| 19 | Inghilterra (bandiera) | A     | George Lloyd     |
| 20 | Inghilterra (bandiera) | P     | Shaun MacDonald  |
| 22 | Inghilterra (bandiera) | D     | Ryan Jackson     |
| 23 | Guyana (bandiera)      | C     | Elliot Bonds     |
| 25 | Inghilterra (bandiera) | A     | Callum Ebanks    |
| 26 | Inghilterra (bandiera) | C     | Dylan Barkers    |
| 28 | Inghilterra (bandiera) | C     | Taylor Perry     |
| 30 | Galles (bandiera)      | A     | Christian Norton |
| 32 | Galles (bandiera)      | C     | Ryan Broom       |
| 36 | Inghilterra (bandiera) | C     | James Olayinka   |
|    | Indonesia (bandiera)   | D     | Elkan Baggott    |

### 2021-2022
| N. |                              | Ruolo | Calciatore     |
| -- | ---------------------------- | ----- | -------------- |
| 1  | Inghilterra (bandiera)       | P     | Scott Flinders |
| 2  | Irlanda (bandiera)           | D     | Sean Long      |
| 3  | Inghilterra (bandiera)       | D     | Chris Hussey   |
| 4  | Inghilterra (bandiera)       | C     | Ben Tozer      |
| 5  | Inghilterra (bandiera)       | D     | Johnny Mullins |
| 6  | Antigua e Barbuda (bandiera) | D     | Dan Bowry      |
| 7  | Inghilterra (bandiera)       | C     | Conor Thomas   |
| 8  | Inghilterra (bandiera)       | C     | Chris Clements |
| 9  | Inghilterra (bandiera)       | A     | Dan N'Lundulu  |
| 10 | Inghilterra (bandiera)       | A     | Alfie May      |
| 11 | Inghilterra (bandiera)       | C     | Matty Blair    |
| 14 | Inghilterra (bandiera)       | A     | Andy Williams  |
| 15 | Scozia (bandiera)            | D     | William Boyle  |

| N. |                        | Ruolo | Calciatore       |
| -- | ---------------------- | ----- | ---------------- |
| 16 | Inghilterra (bandiera) | C     | Callum Wright    |
| 17 | Inghilterra (bandiera) | D     | Lewis Freestone  |
| 18 | Inghilterra (bandiera) | C     | Finn Azaz        |
| 19 | Inghilterra (bandiera) | A     | George Lloyd     |
| 20 | Inghilterra (bandiera) | P     | Joshua Griffiths |
| 21 | Inghilterra (bandiera) | A     | Tahvon Campbell  |
| 22 | Inghilterra (bandiera) | P     | Max Harris       |
| 23 | Guyana (bandiera)      | C     | Elliot Bonds     |
| 24 | Inghilterra (bandiera) | D     | Grant Horton     |
| 25 | Inghilterra (bandiera) | C     | Tom Chamberlain  |
| 26 | Inghilterra (bandiera) | C     | Liam Sercombe    |
| 27 | Inghilterra (bandiera) | C     | Tom Sang         |
| 28 | Inghilterra (bandiera) | C     | Ellis Chapman    |

### 2020-2021
| N. |                              | Ruolo | Calciatore     |
| -- | ---------------------------- | ----- | -------------- |
| 1  | Inghilterra (bandiera)       | P     | Scott Flinders |
| 2  | Irlanda (bandiera)           | D     | Sean Long      |
| 3  | Inghilterra (bandiera)       | D     | Chris Hussey   |
| 4  | Inghilterra (bandiera)       | C     | Ben Tozer      |
| 5  | Inghilterra (bandiera)       | D     | Johnny Mullins |
| 6  | Antigua e Barbuda (bandiera) | D     | Dan Bowry      |
| 7  | Inghilterra (bandiera)       | C     | Conor Thomas   |
| 8  | Inghilterra (bandiera)       | C     | Chris Clements |
| 9  | Inghilterra (bandiera)       | A     | Reuben Reid    |
| 10 | Inghilterra (bandiera)       | A     | Alfie May      |
| 11 | Inghilterra (bandiera)       | C     | Matty Blair    |
| 14 | Inghilterra (bandiera)       | A     | Andy Williams  |
| 15 | Scozia (bandiera)            | D     | William Boyle  |
| 16 | Inghilterra (bandiera)       | A     | Alex Addai     |

| N. |                        | Ruolo | Calciatore       |
| -- | ---------------------- | ----- | ---------------- |
| 17 | Inghilterra (bandiera) | D     | Lewis Freestone  |
| 18 | Inghilterra (bandiera) | C     | Finn Azaz        |
| 19 | Inghilterra (bandiera) | A     | George Lloyd     |
| 20 | Inghilterra (bandiera) | P     | Joshua Griffiths |
| 21 | Inghilterra (bandiera) | A     | Tahvon Campbell  |
| 22 | Inghilterra (bandiera) | P     | Max Harris       |
| 23 | Inghilterra (bandiera) | C     | Callum Wright    |
| 23 | Guyana (bandiera)      | C     | Elliot Bonds     |
| 24 | Inghilterra (bandiera) | D     | Grant Horton     |
| 25 | Inghilterra (bandiera) | C     | Tom Chamberlain  |
| 26 | Inghilterra (bandiera) | C     | Liam Sercombe    |
| 27 | Inghilterra (bandiera) | C     | Tom Sang         |
| 28 | Inghilterra (bandiera) | C     | Ellis Chapman    |

### 2019-2020
| N. |                        | Ruolo | Calciatore     |
| -- | ---------------------- | ----- | -------------- |
| 1  | Inghilterra (bandiera) | P     | Scott Flinders |
| 2  | Irlanda (bandiera)     | D     | Sean Long      |
| 3  | Inghilterra (bandiera) | D     | Chris Hussey   |
| 4  | Inghilterra (bandiera) | C     | Ben Tozer      |
| 5  | Inghilterra (bandiera) | D     | Johnny Mullins |
| 6  | Francia (bandiera)     | C     | Nigel Atangana |
| 7  | Inghilterra (bandiera) | C     | Conor Thomas   |
| 8  | Irlanda (bandiera)     | C     | Kevin Dawson   |
| 10 | Irlanda (bandiera)     | A     | Liam McAlinden |
| 11 | Galles (bandiera)      | C     | Ryan Broom     |
| 14 | Inghilterra (bandiera) | C     | Tom Smith      |
| 15 | Scozia (bandiera)      | D     | William Boyle  |
| 16 | Inghilterra (bandiera) | A     | Alex Addai     |
| 17 | Inghilterra (bandiera) | D     | Josh Debayo    |

| N. |                        | Ruolo | Calciatore             |
| -- | ---------------------- | ----- | ---------------------- |
| 18 | Inghilterra (bandiera) | D     | Matt Bower             |
| 19 | Inghilterra (bandiera) | A     | George Lloyd           |
| 20 | Inghilterra (bandiera) | C     | Jacob Maddox           |
| 21 | Inghilterra (bandiera) | D     | Aden Baldwin           |
| 22 | Inghilterra (bandiera) | P     | Rhys Lovett            |
| 23 | Scozia (bandiera)      | D     | Jordon Forster         |
| 24 | Francia (bandiera)     | C     | Kalvin Lumbombo Kalala |
| 25 | Galles (bandiera)      | A     | Sam Jones              |
| 26 | Inghilterra (bandiera) | C     | Chris Clements         |
| 27 | Irlanda (bandiera)     | D     | Tom Field              |
| 28 | Inghilterra (bandiera) | A     | Kelsey Mooney          |
| 29 | Inghilterra (bandiera) | A     | Tyrone Barnett         |
| 30 | Inghilterra (bandiera) | D     | Craig Alcock           |
| 32 | Inghilterra (bandiera) | C     | Luke Varney            |

### 2017-2018
| N. |                             | Ruolo | Calciatore      |
| -- | --------------------------- | ----- | --------------- |
| 2  | Inghilterra (bandiera)      | D     | Jamie Grimes    |
| 3  | Galles (bandiera)           | D     | Jordan Cranston |
| 5  | Australia (bandiera)        | D     | Aaron Downes    |
| 6  | Francia (bandiera)          | C     | Nigel Atangana  |
| 7  | Inghilterra (bandiera)      | C     | Harry Pell      |
| 8  | Irlanda (bandiera)          | C     | Kevin Dawson    |
| 9  | Inghilterra (bandiera)      | A     | Danny Wright    |
| 11 | Irlanda del Nord (bandiera) | C     | Carl Winchester |
| 14 | Inghilterra (bandiera)      | C     | Elijah Adebayo  |
| 15 | Scozia (bandiera)           | D     | William Boyle   |
| 16 | Inghilterra (bandiera)      | C     | Adam Page       |
| 17 | Inghilterra (bandiera)      | A     | Jerell Sellars  |
| 18 | Inghilterra (bandiera)      | D     | Matt Bower      |
| 19 | Inghilterra (bandiera)      | C     | Josh Thomas     |

| N. |                        | Ruolo | Calciatore              |
| -- | ---------------------- | ----- | ----------------------- |
| 20 | Sudan (bandiera)       | A     | Mohamed Eisa            |
| 21 | Scozia (bandiera)      | A     | Brian Graham            |
| 22 | Inghilterra (bandiera) | P     | Rhys Lovett             |
| 23 | Scozia (bandiera)      | D     | Jordon Forster          |
| 24 | Inghilterra (bandiera) | P     | Scott Flinders          |
| 25 | Galles (bandiera)      | C     | Joe Morrell             |
| 26 | Inghilterra (bandiera) | A     | Jaanai Gordon           |
| 27 | Galles (bandiera)      | D     | Joe Rodon               |
| 28 | Inghilterra (bandiera) | D     | Taylor Moore            |
| 29 | Inghilterra (bandiera) | C     | Sanmi Odelusi           |
| 30 | Nigeria (bandiera)     | D     | Emmanuel Onariase       |
| 33 | Grecia (bandiera)      | D     | Ilias Chatzitheodoridis |
| 35 | Inghilterra (bandiera) | C     | Jake Andrews            |
| 50 | Inghilterra (bandiera) | A     | George Lloyd            |

### 2016-2017
| N. |                        | Ruolo | Calciatore      |
| -- | ---------------------- | ----- | --------------- |
| 1  | Inghilterra (bandiera) | P     | Scott Brown     |
| 2  | Inghilterra (bandiera) | D     | Jack Barthram   |
| 4  | Inghilterra (bandiera) | C     | Kyle Storer     |
| 5  | Australia (bandiera)   | D     | Aaron Downes    |
| 7  | Inghilterra (bandiera) | C     | Harry Pell      |
| 8  | Inghilterra (bandiera) | C     | Billy Waters    |
| 9  | Inghilterra (bandiera) | A     | Danny Wright    |
| 11 | Inghilterra (bandiera) | C     | Jack Munns      |
| 12 | Inghilterra (bandiera) | P     | Calum Kitscha   |
| 14 | Inghilterra (bandiera) | C     | Asa Hall        |
| 15 | Scozia (bandiera)      | D     | William Boyle   |
| 17 | Galles (bandiera)      | D     | Jordan Cranston |

| N. |                             | Ruolo | Calciatore           |
| -- | --------------------------- | ----- | -------------------- |
| 18 | Inghilterra (bandiera)      | C     | James Rowe           |
| 19 | Inghilterra (bandiera)      | A     | Kyle Wootton         |
| 21 | Inghilterra (bandiera)      | C     | James Dayton         |
| 22 | Inghilterra (bandiera)      | P     | Rhys Lovett          |
| 23 | Nigeria (bandiera)          | D     | Emmanuel Onariase    |
| 24 | Finlandia (bandiera)        | D     | Daniel O'Shaughnessy |
| 26 | Inghilterra (bandiera)      | D     | Alex Pike            |
| 27 | Irlanda del Nord (bandiera) | C     | Carl Winchester      |
| 30 | Inghilterra (bandiera)      | A     | Dan Holman           |
| 32 | Croazia (bandiera)          | C     | Tin Plavotic         |
| 33 | Inghilterra (bandiera)      | D     | Liam Davis           |
| 36 | Italia (bandiera)           | D     | Diego De Girolamo    |